# Каразин, Николай Николаевич
Никола́й Никола́евич Кара́зин (27 ноября [9 декабря] 1842 — 19 декабря 1908 [1 января 1909]) — русский живописец и график, один из наиболее популярных баталистов времён «великих реформ» и «контрреформ», писатель. Почётный вольный общник (с 1885) и академик (с 1907; по новому уставу) Императорской Академии художеств, один из членов-учредителей Общества русских акварелистов.

## Биография
Внук общественного деятеля, основателя Харьковского университета, Василия Назаровича Каразина и известного русского историка, автора «Деяний Петра Великого» Ивана Ивановича Голикова. Родился в ноябре 1842 г. в слободе Ново-Борисоглебской, Богодуховского уезда, Харьковской губернии. Его бабушка — Александра Васильевна Каразина (Мухина, Бланкеннагель), отец — Каразин Николай Васильевич.
До десяти лет Николай воспитывался в подмосковном имении бабушки А. В. Каразиной (прабабушка П. И. Бланкеннагель), располагавшемся рядом с селом Анашкино, Звенигородского уезда, Московской губернии, затем был определён на учёбу во 2-й Московский кадетский корпус, из которого в 1862 году был выпущен в офицеры в Казанский драгунский полк. С полком Каразин участвовал в подавлении Польского восстания 1863—64 гг.. За отличие в делах близ Порицка и у Волчьего поста был награждён орденом Святой Анны 4-й степени с надписью «За храбрость».
С детства чувствуя большое влечение к живописи, Каразин в 1865 году вышел в отставку с чином штабс-капитана и поступил в Академию художеств, где два года работал под руководством известного баталиста Б. П. Виллевальде. В 1867 году Каразин покинул Академию, чтобы принять участие в походе на Бухару. Определённый вновь на службу поручиком в 5-й Туркестанский линейный батальон, Каразин отправился в Туркестан и, командуя ротой, отличился в боях при аулах Ухум и Хаят, при штурме Чапан-атинских высот под Самаркандом, под Ургутом и при Кара-Тюбе.

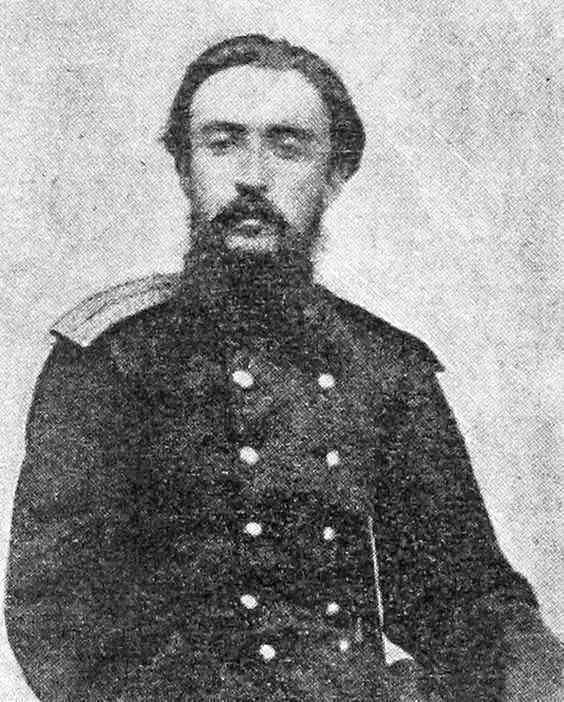
Н. Н. Каразин в 1867—70 гг.

За эти дела Каразин получил орден Святого Владимира 4-й степени с мечами и бантом, чин штабс-капитана и денежную награду. Но особое мужество он проявил в бою на Зерабулакских высотах (2 июня), где, во главе своего полубатальона, по приказу генерала А. К. Абрамова, повёл наступление и стремительными атаками задержал главные силы бухарцев. В этом упорном и трудном бою Каразину пришлось участвовать в рукопашной схватке, во время которой ударом приклада у него была сломана сабля. Когда, по окончании боя, генерал К. П. Кауфман увидел у Каразина в руке только один эфес от сабли, то сказал ему: «Вы испортили своё оружие; хорошо, я пришлю вам другое». На следующий день Каразин получил золотое оружие с надписью «за храбрость». В 1870 году Каразин был переведён в 4-й Туркестанский линейный батальон и в том же году вновь вышел в отставку с чином капитана и мундиром. С этого времени начинается литературная и художественная деятельность Каразина, которой он и посвятил затем всю свою жизнь.

## Каразин — художник

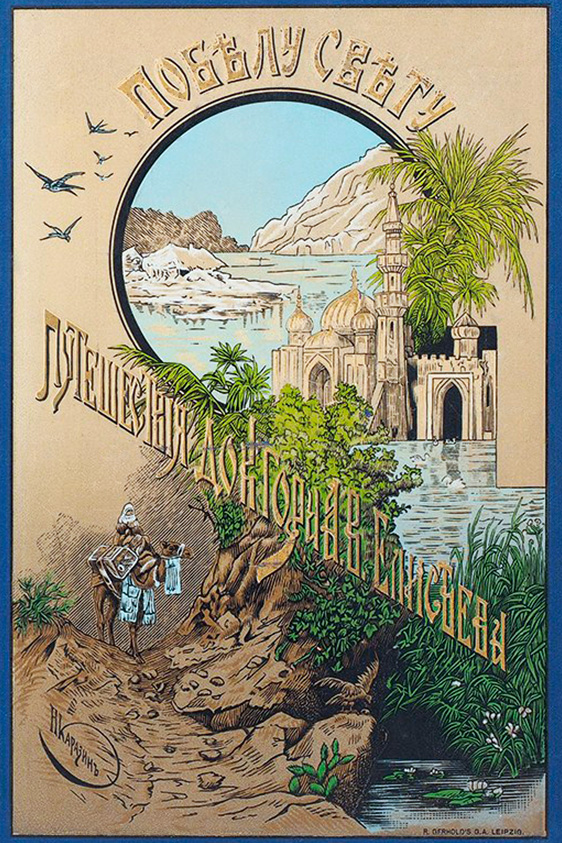
Иллюстрация для книги А. В. Елисеева «По белу свету»

Крайне впечатлительный и наблюдательный, Каразин с особым интересом истинного художника присматривался к новой для него природе Средней Азии, к типам и нравам туземцев. Военные походы дали ему возможность близко изучить быт русского солдата. В Туркестане он познакомился с В. В. Верещагиным. Первые его рисунки, воспроизведенные в политипажах, были помещены во «Всемирной иллюстрации» за 1871 год. Также Каразин создал первые в России художественные почтовые открытки, изданные Общиной св. Евгении. В 1874 и 1879 годах Каразину, как знатоку края, было предложено Императорским Русским географическим обществом принять участие в научных экспедициях в Центральной Азии для исследования бассейна Амударьи. За рисунки, которые были приложены к журналам этих экспедиций, Каразину были присуждены высшие награды на географических выставках Парижа и Лондона, он избирается членом Русского географического общества.
В Сербско-турецкую и Русско-турецкую войны 1877—78 гг. Каразин был военным корреспондентом-иллюстратором. Его наброски пером, карандашом и акварелью с натуры, давали яркую картину походной и боевой жизни русских войск на Балканском театре военных действий. Эти иллюстрации печатались в лучших заграничных изданиях и принесли Каразину широкую известность. В 1880-х гг. Каразин, по Высочайшему повелению, был командирован в Туркестан для составления эскизов к картинам, которые ему было поручено написать на темы из похода русских войск в Хиву и Бухару. Результатом этой командировки было создание Каразиным семи больших батальных картин:
- «Взятие Ташкента»,
- «Вступление русских войск в Самарканд 8 июня 1868 г.» (ГРМ),
- «Взятие Махрама»,
- «Хивинский поход 1873 года. Переход Туркестанского отряда через мёртвые пески к колодцам Адам-Крылган» (ГРМ),
- «Первое появление русских войск на Аму-Дарье. Переправа Туркестанского отряда у Шейх-арыка»,
- «Битва при Зерабулаке»
- «Текинская экспедиция 1881 года. Штурм Геок-Тепе» (ГРМ).

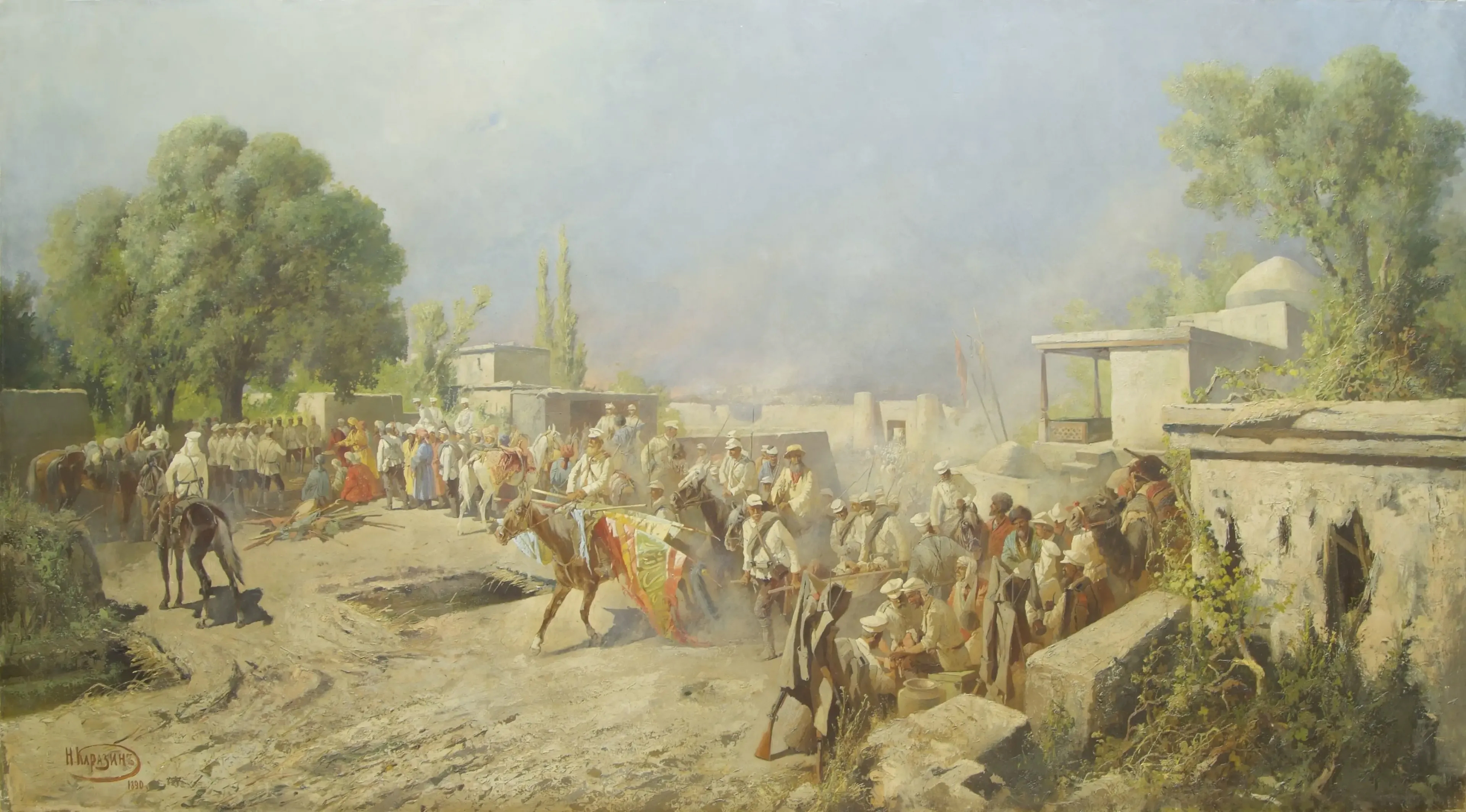
Взятие Ташкента. 1865 год
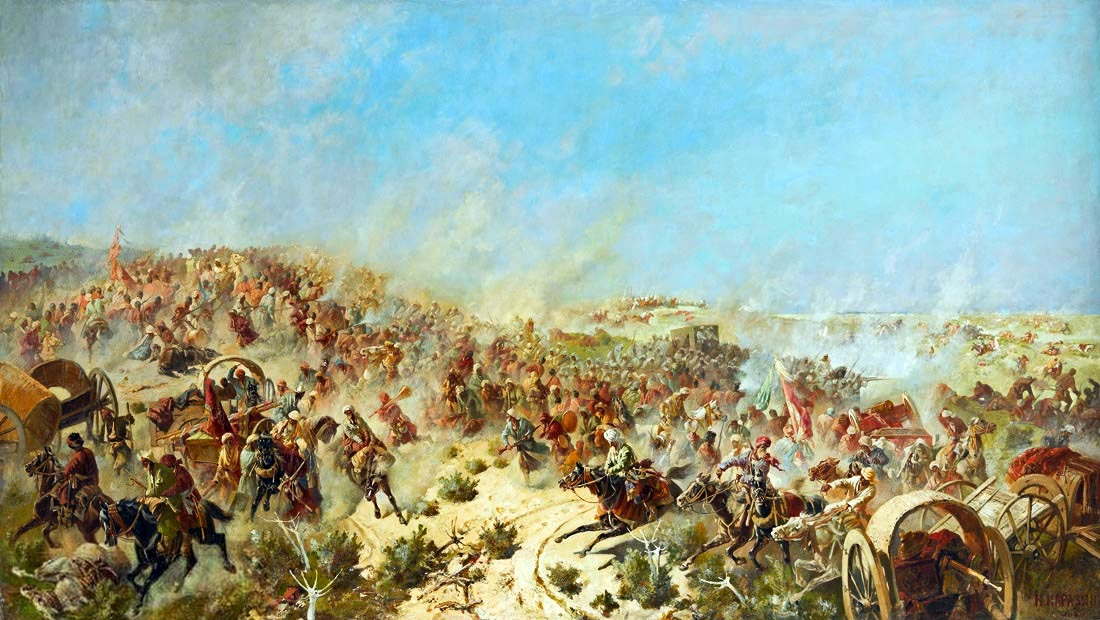
Сражение на Зерабулакских высотах. 1868 год
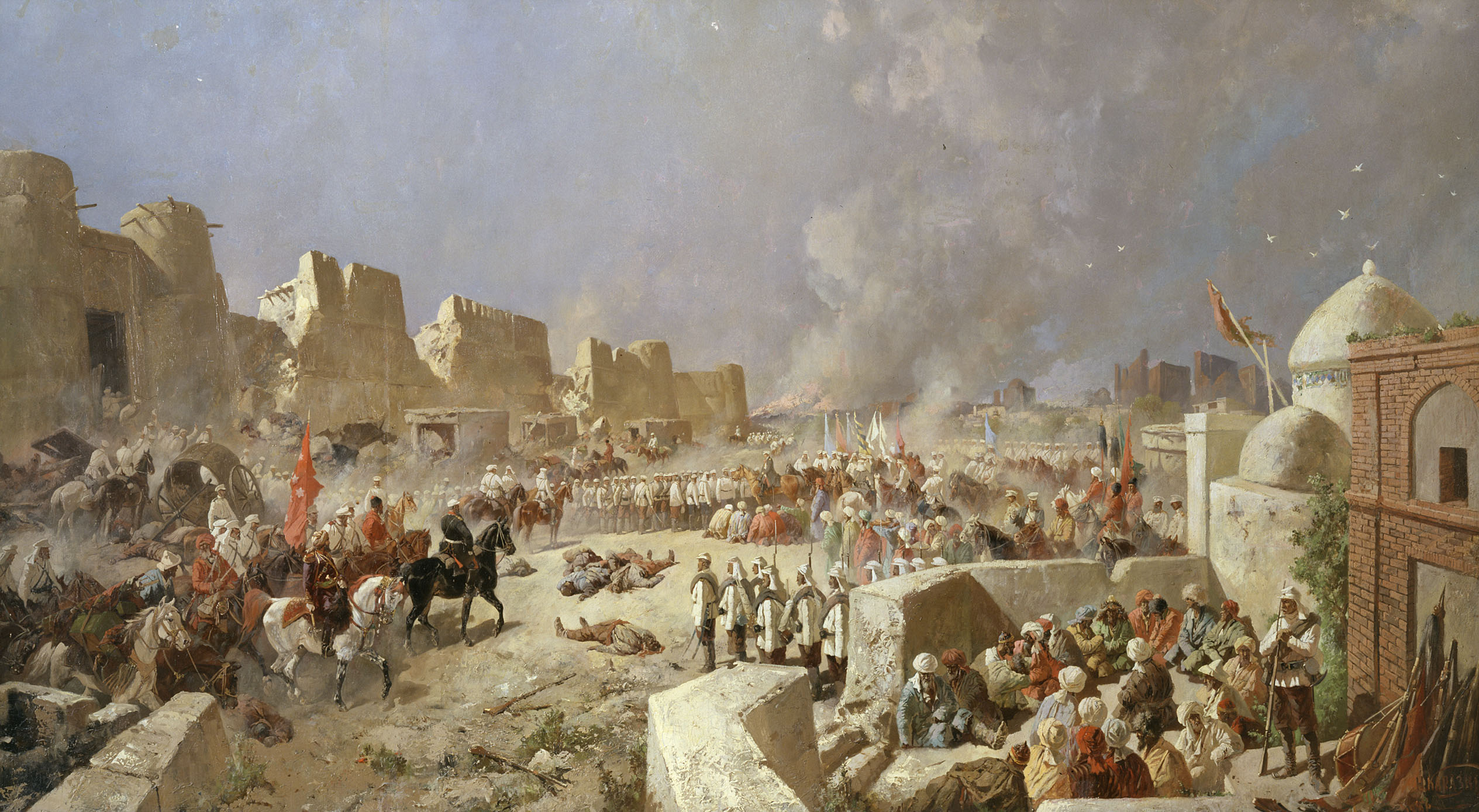
Вступление русских войск в Самарканд 8 июня 1868 г 1888. ГРМ
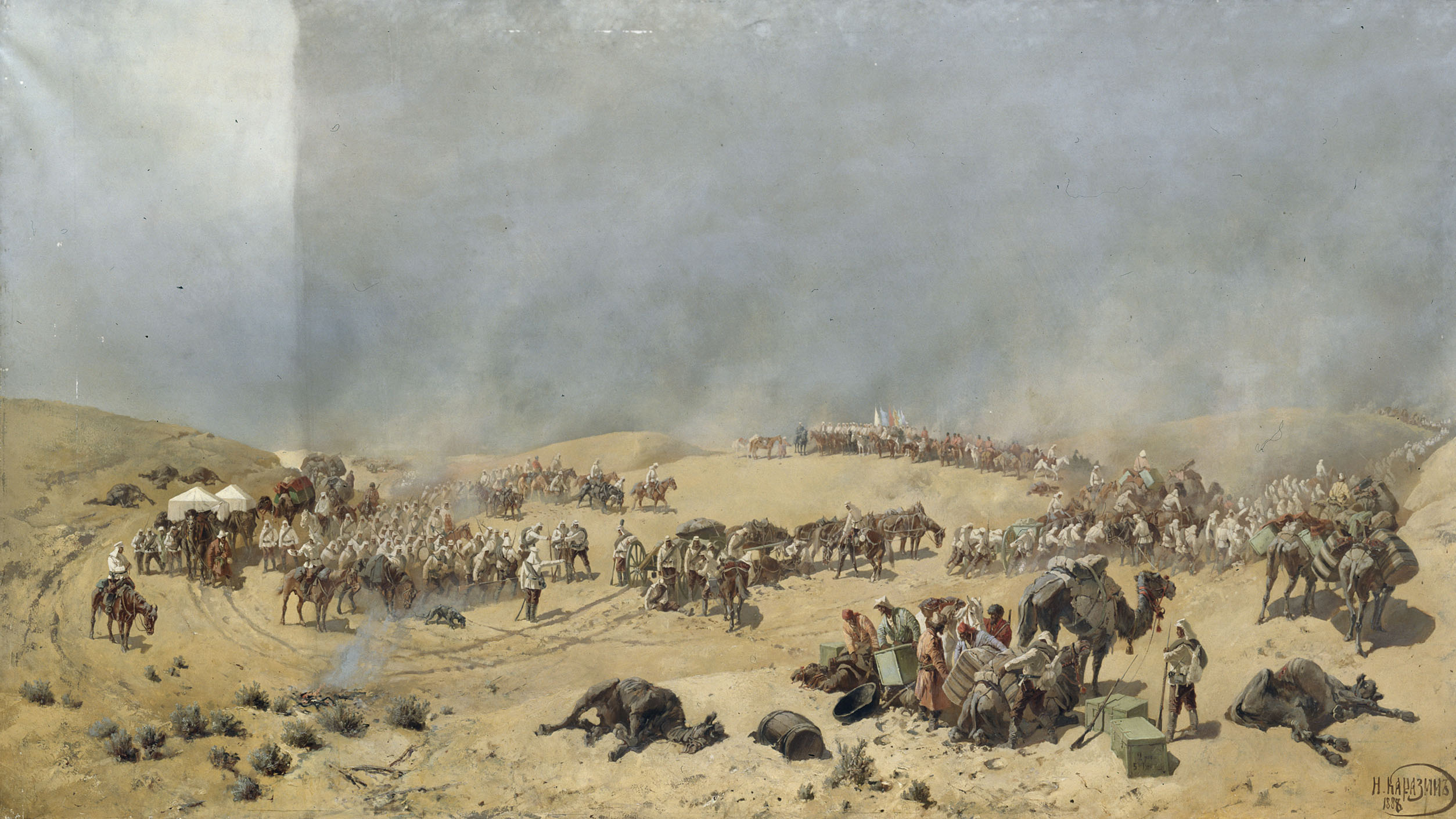
Хивинский поход 1873 г. Через мёртвые пески к Колодцам Адам-Крылган. 1888. ГРМ
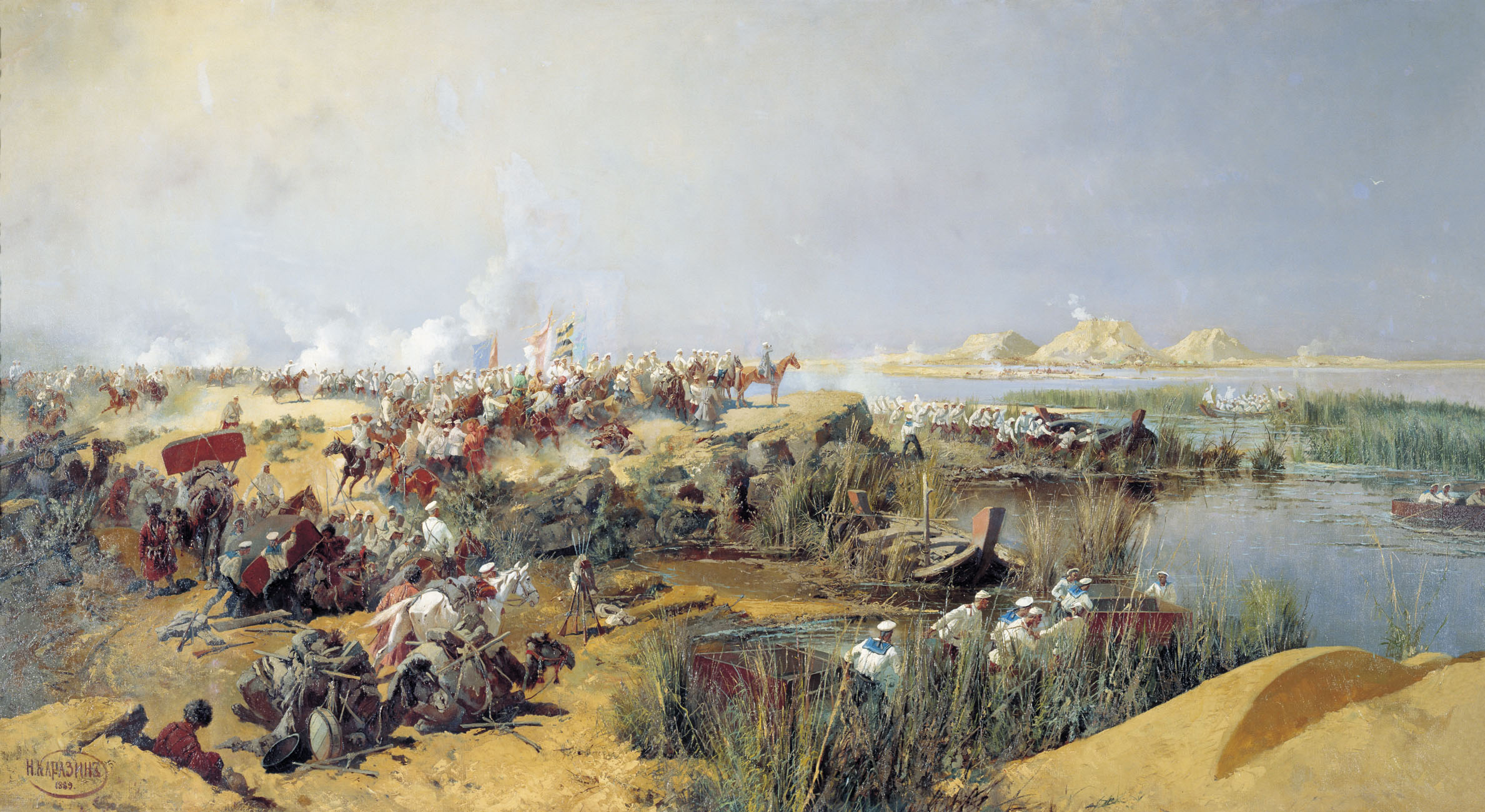
Переправа Туркестанского отряда у Шейх-арыка
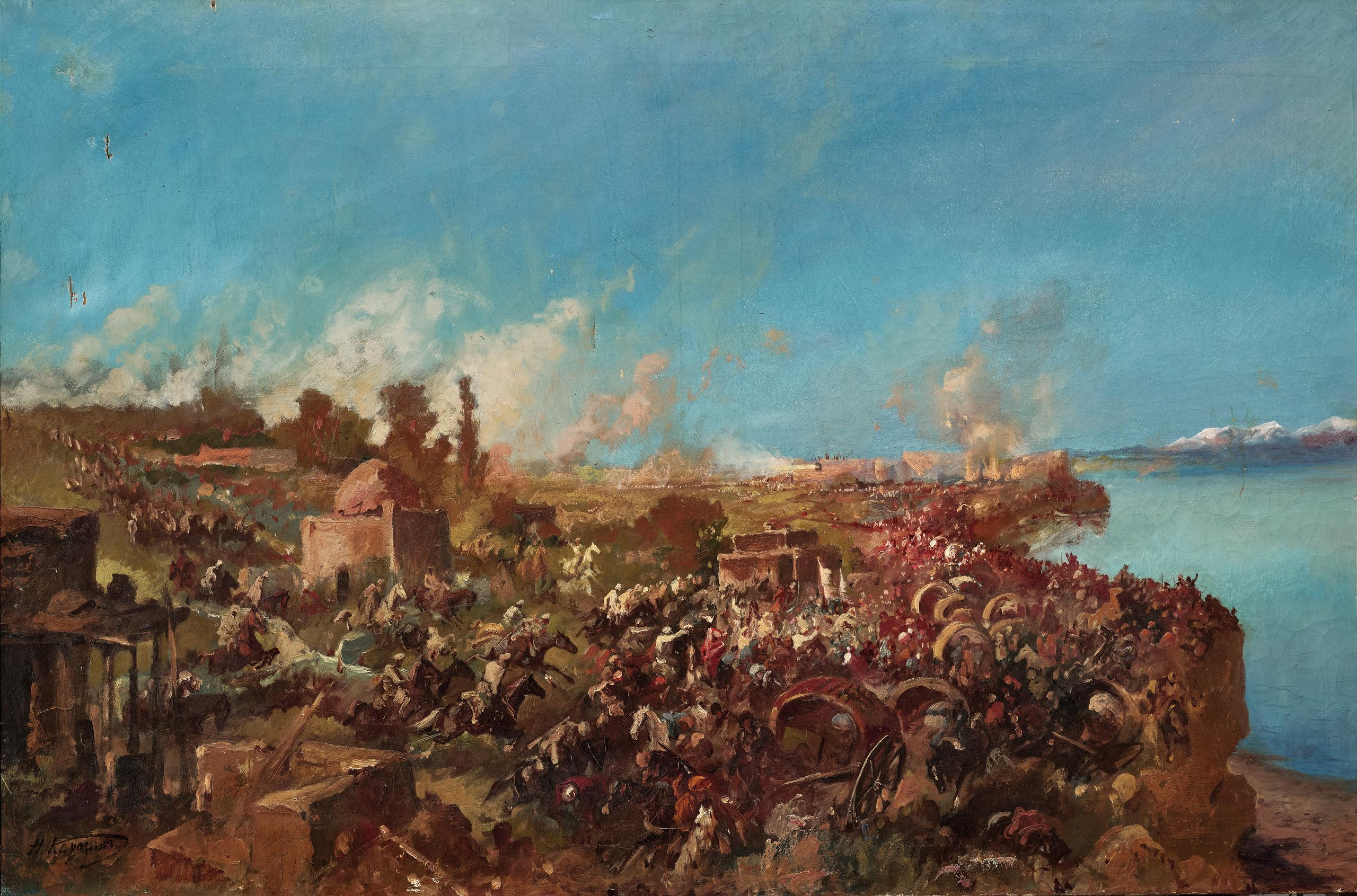
Битва у Махрама. 1876 год
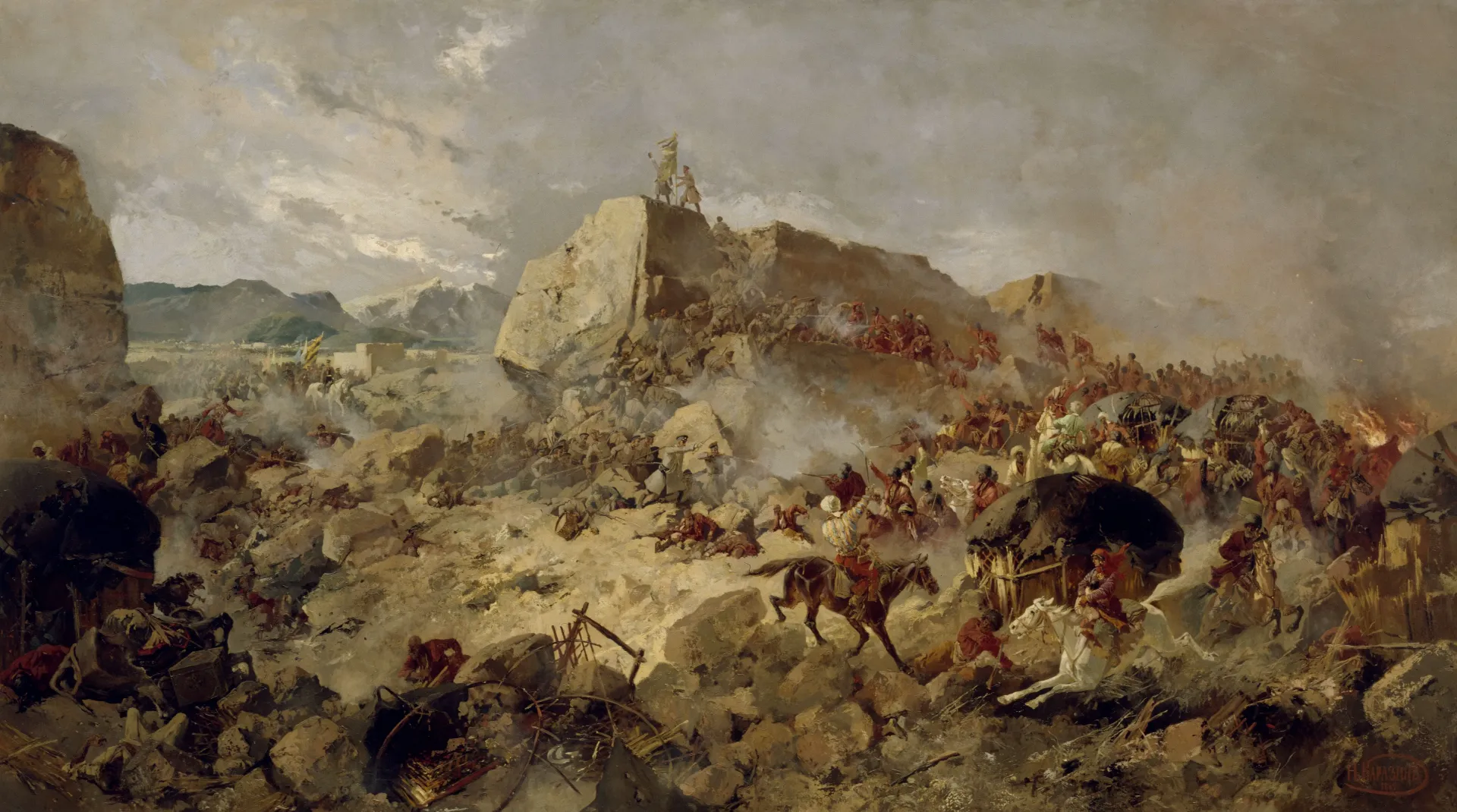
«Текинская экспедиция 1881 года. Штурм Геок-Тепе». ГРМ, 1889
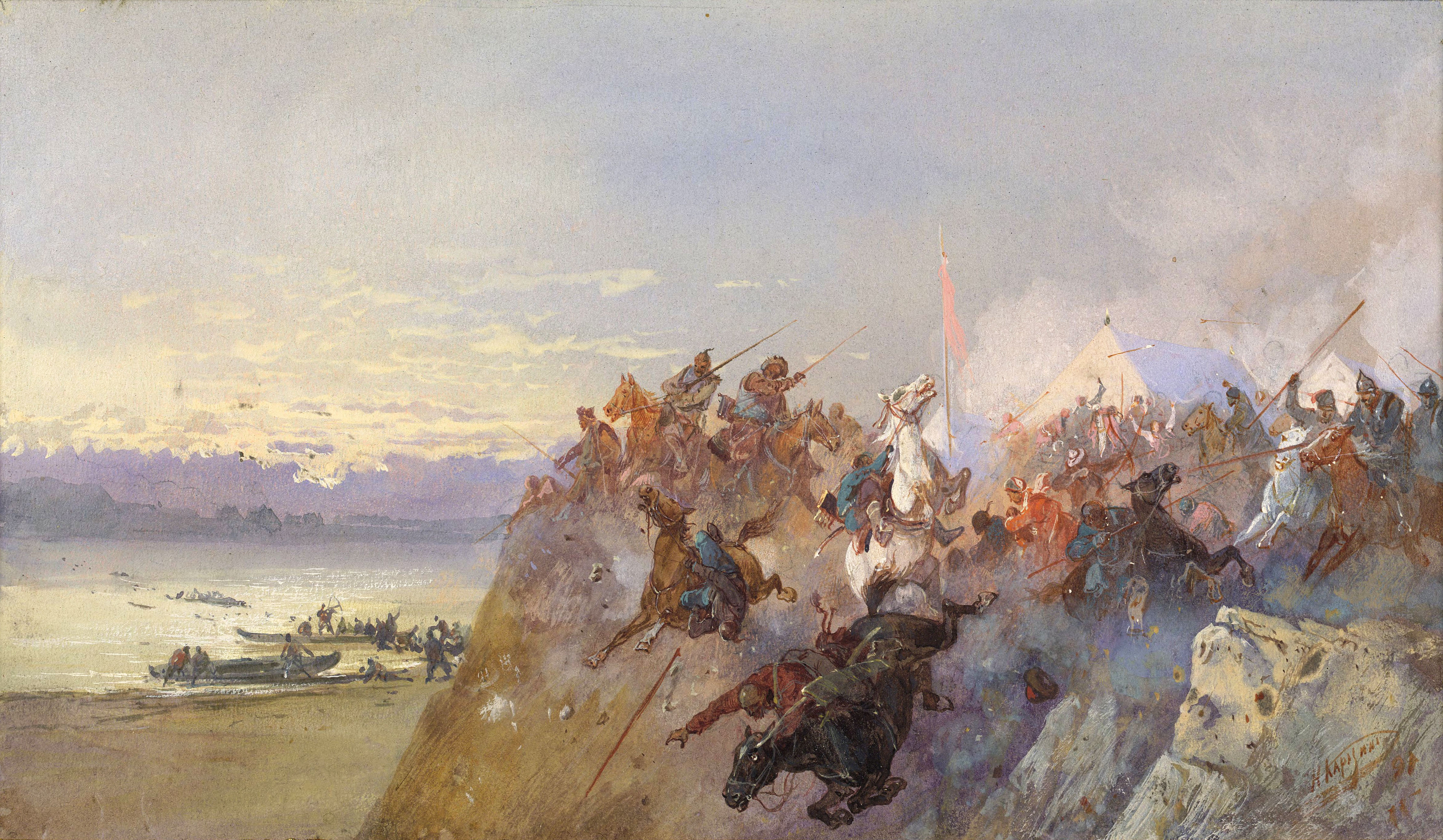
Ирменское сражение

Однако не батальными полотнами завоевал себе громкое имя Каразин. Нервный по натуре, живой, подвижный и вечно деятельный, он не любил писать маслом большие картины, которые требуют долгой и усидчивой работы.
Свою славу первого в России акварелиста и лучшего рисовальщика-иллюстратора он заслужил своими бесчисленными работами акварелью, карандашом и пером. Обладая богатой творческой фантазией и огромным художественным вкусом, Каразин отличался необыкновенной быстротой и легкостью в работе. Трудоспособность и продуктивность его были изумительны. Мир произведений Каразина — преимущественно восточные окраины империи. Природа Средней Азии и азиатские типы — любимый сюжет его художественных произведений. В акварельной живописи Каразин создал свой особый стиль. Его картины и рисунки можно сразу узнать: сильные световые эффекты, яркие контрасты, особенный несколько мрачный колорит, великолепная композиция и бесконечная фантазия. С особым мастерством Каразин изображал лошадей, в чём с ним мог соперничать только Сверчков.
В 1900 году в «Огоньке» (тогда — приложение к «Биржевым ведомостям») была опубликована заметка «Новыя русскія карты» с изображением игральных карт, выпущенных Карточной фабрикой Императорского Воспитательного Дома. Данная колода была нарисована Н. Каразиным и продавалась в России под названием «Высший сорт».
В 1907 году, при поддержке пейзажистов Архипа Куинджи, Ефима Волкова и Константина Крыжицкого, Николай Каразин был избран академиком Академии художеств.

## Литературная деятельность

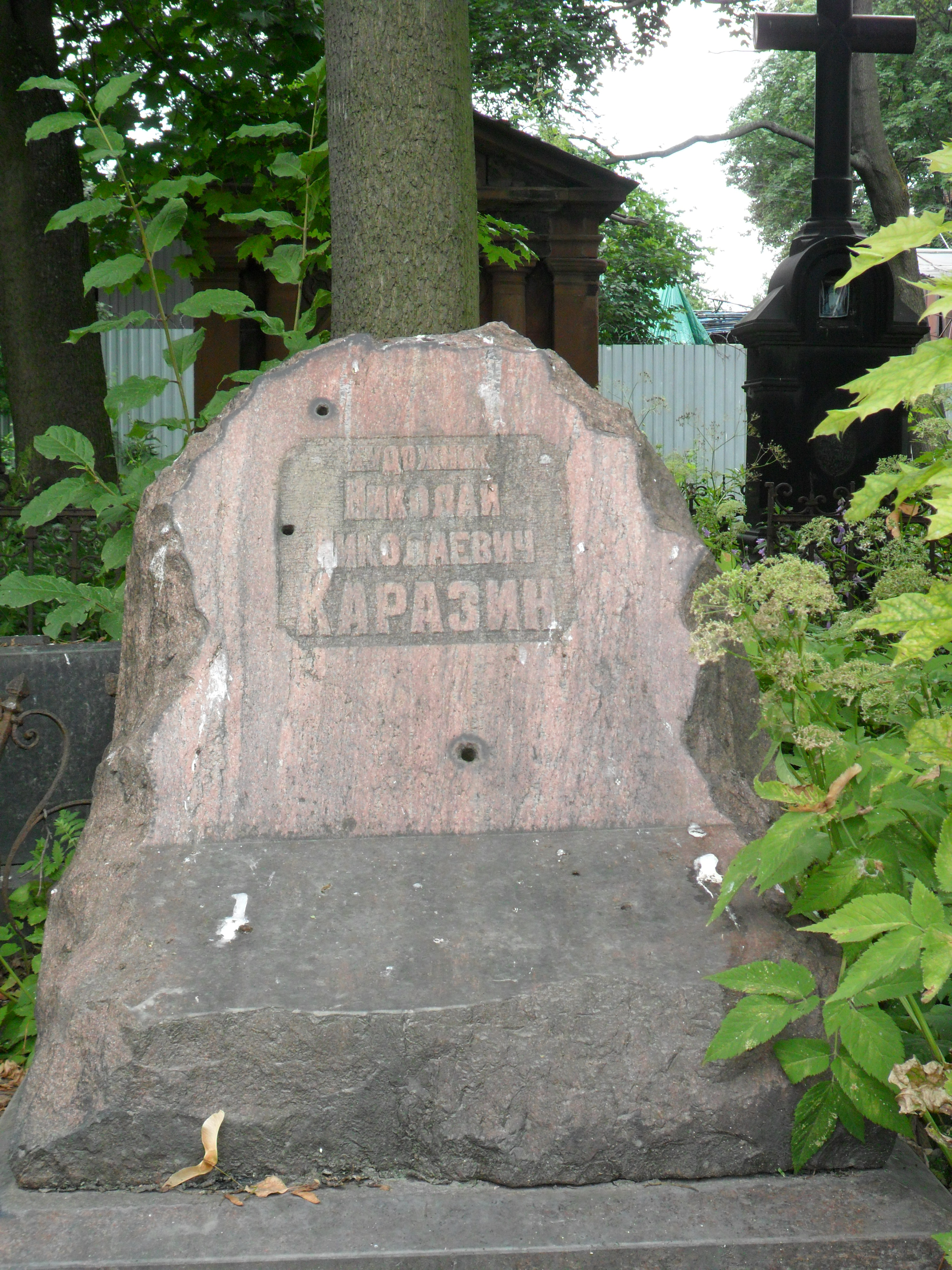
Могила Н. Н. Каразина на Никольском кладбище Александро-Невской лавры в Санкт-Петербурге

Литературные произведения Каразина составляют 25 томов, многие из них сначала появились в журнале «Дело» 1880-х годов. Лучшими и наиболее известными из повестей считаются: «На далеких окраинах», «Погоня за наживой», «Двуногий волк», «В камышах» и другие. В них много места уделено и военным событиям из эпохи завоевания Туркестанского края (например, в романе «Наль»). Один из крупнейших романов Каразина — «В пороховом дыму» — посвящён войне за независимость Сербии. Под редакцией Каразина и с его иллюстрациями появились два издания «Ченслера» Жюля Верна (1875 и 1876); он оформлял книги Н. В. Гоголя, Д. В. Григоровича, Ф. М. Достоевского, Н. А. Некрасова, А. С. Пушкина, Л. Н. Толстого, И. С. Тургенева и многих других. В 1904—1905 годы П. П. Сойкин издал полное собрание литературных сочинений Н. Н. Каразина.
До конца жизни Каразин не порывал связи с военными кругами, с особой любовью вспоминал свою боевую и походную жизнь и, хотя не носил военного мундира, никогда не расставался со знаками своих боевых отличий.
Умер 19 декабря 1908 года (1 января 1909 года) в Гатчине. Похоронен с воинскими почестями в Петербурге в Александро-Невской лавре на Никольском кладбище (6-я дор.).